# Kozmid
Kozmid je kombinacija plazmida i lamda sistema. Zapravo, kosmidi su plazmidi koji na svojim DNK krajevima imaju takozvane cos – strane (cohesive site). Pritom se radi o DNK sekvencama koje potječu iz λ-Faga.  Ovi vektori kloniranja mogu preuzeti 38-52 kb strane DNK, te kao i plazmidi biti održavan u E.coli. Kozmidi se uglavnom koriste za izgradnju gen-banki (gen-biblioteka). 
Preuzimanje tako velikog broja baznih parova strane DNK jemoguće jer lamda-DNK na svom svakom kraju preko cos-pozicija ima "sticki-ends". 
Ako su kosmidi ušli u jednu stanicu oni će se zatvoriti u jedan plazmid. Građenje jednog plazmida s cos-pozicijama dalo je ime ovom plazmidu - cosmid. Prednost ovog sistema je u sposobnosti da se između dvije cos-pozicije mogu ubaciti veći dijelovi DNK. Kosmid biva upakovan u proteinsku strukturu faga, te će ga tako biti moguće transducirati (unijeti) u stanicu bakterije. Ako se npr. kosmid opremi genom za rezistenciju na antibiotik, bakterija transdukovana takvim kosmidom preživljavat će i razmnožavat će se u kulturnom rastvoru usprkos dodavanju antibiotika.